# Sondra van Ert
Sondra van Ert (Des Moines, 9 de marzo de 1964) es una deportista estadounidense que compitió en snowboard, especialista en las pruebas de eslalon.
Ganó cuatro medallas en el Campeonato Mundial de Snowboard entre los años 1996 y 1999.

## Medallero internacional
| Campeonato Mundial | Campeonato Mundial       | Campeonato Mundial | Campeonato Mundial |
| Año                | Lugar                    | Medalla            | Competición        |
| ------------------ | ------------------------ | ------------------ | ------------------ |
| 1996               | Lienz (Austria)          | Medalla de bronce  | Eslalon gigante    |
| 1996               | Lienz (Austria)          | Medalla de bronce  | Eslalon paralelo   |
| 1997               | San Candido (Italia)     | Medalla de oro     | Eslalon gigante    |
| 1999               | Berchtesgaden (Alemania) | Medalla de bronce  | Eslalon gigante    |